# Elgin (Oklahoma)
Elgin és una ciutat dels Estats Units a l'estat d'Oklahoma. Segons el cens del 2000 tenia 1.210 habitants.

## Demografia
Segons el cens del 2000, Elgin tenia 1.210 habitants, 457 habitatges, i 338 famílies. La densitat de població era de 183,2 habitants per km².
Dels 457 habitatges en un 40,5% hi vivien nens de menys de 18 anys, en un 59,1% hi vivien parelles casades, en un 11,2% dones solteres, i en un 26% no eren unitats familiars. En el 23,2% dels habitatges hi vivien persones soles el 10,9% de les quals corresponia a persones de 65 anys o més que vivien soles. El nombre mitjà de persones vivint en cada habitatge era de 2,65 i el nombre mitjà de persones que vivien en cada família era de 3,1.
Per edats la població es repartia de la següent manera: un 30,4% tenia menys de 18 anys, un 7,5% entre 18 i 24, un 30,7% entre 25 i 44, un 19,1% de 45 a 60 i un 12,3% 65 anys o més.
L'edat mediana era de 32 anys. Per cada 100 dones de 18 o més anys hi havia 88,4 homes.
La renda mediana per habitatge era de 36.324 $ i la renda mediana per família de 44.125 $. Els homes tenien una renda mediana de 32.019 $ mentre que les dones 22.614 $. La renda per capita de la població era de 14.264 $. Entorn del 7,4% de les famílies i el 9,7% de la població estaven per davall del llindar de pobresa.

## Poblacions més properes
El següent diagrama mostra les poblacions més properes.